# Moritz von Auffenberg
Moritz Friedrich Joseph Eugen Auffenberg, seit 1869 Ritter von Auffenberg, seit 1915 Freiherr Auffenberg von Komarów (* 22. Mai 1852 in Troppau; † 18. Mai 1928 in Wien), war ein General der österreichisch-ungarischen Armee und Kriegsminister.

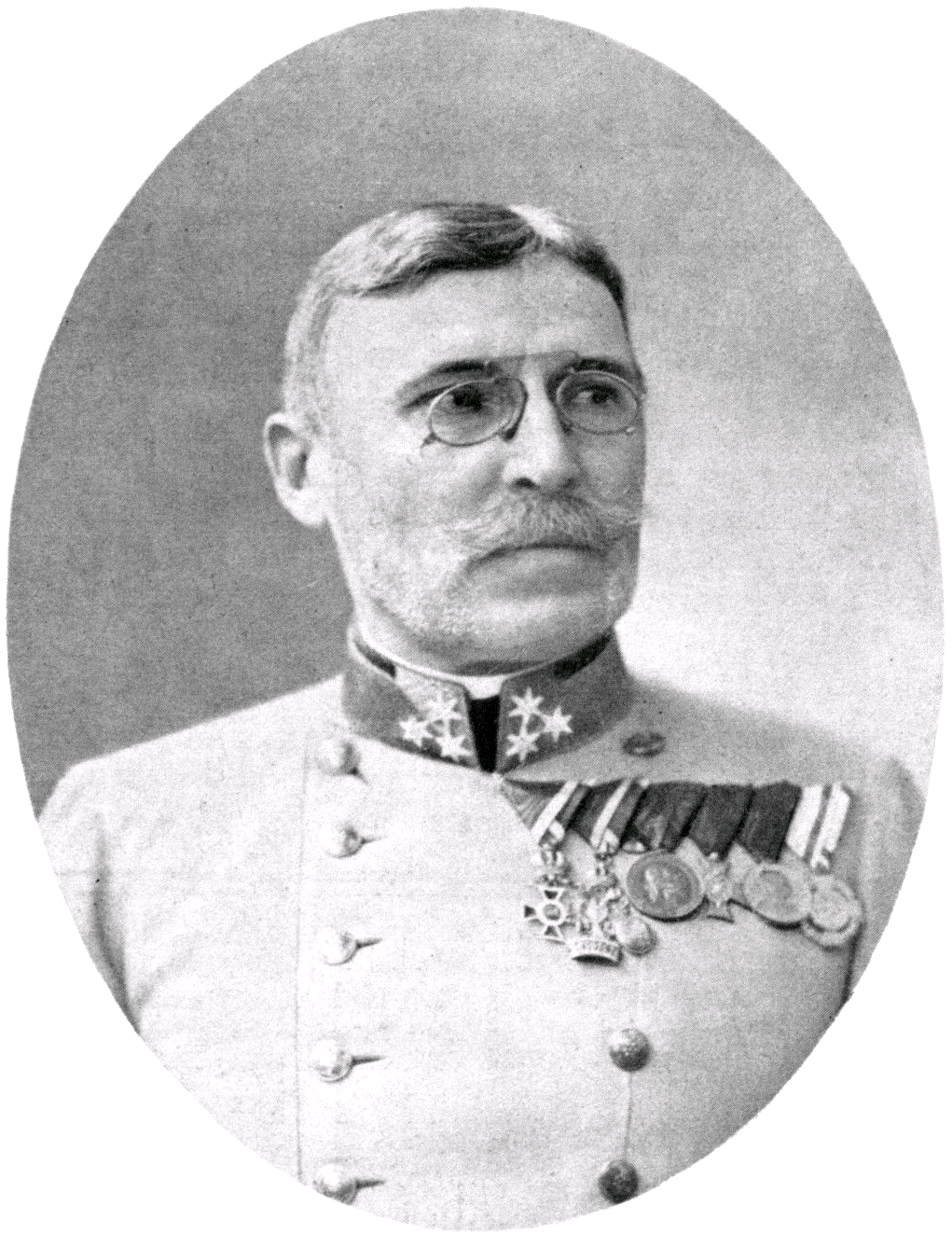
Moritz von Auffenberg
von Carl Pietzner (Sport & Salon, 1914)

## Leben
Moritz Auffenberg entstammte einer Beamtenfamilie. 1869 wurde sein Vater Moritz als „Ritter von Auffenberg“ in den österreichischen Adelsstand erhoben.

### Frühe Militärkarriere
Mit dem 19. Lebensjahr trat Moritz in die Armee ein und machte 1878 als Oberleutnant den Okkupationsfeldzug in Bosnien unter dem Befehl von Feldzeugmeister Joseph Philippovich von Philippsberg mit. Er war an der zweiten Angriffsphase im Verband der 61. Infanteriebrigade (Oberst Nikolaus Killić) der 31. Infanterie-Truppen-Division (FML Georg von Kees) beteiligt. Im Sommer 1879 besuchte er auf einer Generalstabsreise das Banat bis Orșova, danach begann er eine Inspizierungsfahrt nach Neusatz und Belgrad. Kurzfristig verblieb er anschließend als Hauptmann im Generalstab der 31. Infanteriedivision (FML Georg von Kees) in Budapest. Im Mai 1882 wurde er zum Generalkommando nach Lemberg versetzt. Im Jahre 1884 kam er nach Arad um für den Generalstab an der dortigen Landesaufnahme (Mappierung) tätig zu werden, danach erfolgte im Frühjahr 1885 seine Versetzung in das Eisenbahnbüro des Generalstabes.
Am 1. November 1888 erfolgte die Beförderung zum Major und die Position des Generalstabschef der 19. Infanteriedivision (FML Johann Hannbeck von Hanwehr) in Pilsen.
Im Mai 1891 avancierte er zum Oberstleutnant, im Spätherbst dieses Jahres wurde er zum kroatischen Infanterieregiment Nr. 96 nach Karlstadt versetzt.
Im Mai 1894 wurde er zum Oberst befördert und kam an die Korpsoffiziersschule nach Agram um als Lehrer für Taktik und Stellvertreter des dortigen Kommandanten zu fungieren. Im Frühjahr 1895 erhielt er kurzfristig das Kommando des Infanterieregimentes  Nr. 23 in Budapest, das er bald mit dem Regiment Nr. 78 in Esseg tauschen musste.
Anfang April 1900 wurde er zum Kommandanten der 65. Brigade in Győr bestimmt und wenige Tage später inmitten des Regiments zum Generalmajor ernannt. Der Dienst als Brigadier ließ ihn damals genügend Zeit zur Abfassung einer militärischen Monographie über Raab. 1902 verbrachte er mit seiner Frau eine größere Privatreise nach Oberitalien und Südfrankreich.
Mitte April 1905 erfolgte die Ernennung zum Kommandanten der 36. Infanterietruppendivision in Agram, wenige Tage darauf die Beförderung zum Feldmarschallleutnant. Als Kommandierender General des XIII. Korps in Agram fungierte damals Feldmarschalleutnant Graf Rosenberg, der nach seinem baldigen Tod (15. Juli 1905) durch Feldmarschalleutnant Baron Malowetz ersetzt wurde. Im Herbst 1894 gelangten die Korpsoffiziersschule in Wien unter Kriegsminister Baron Krieghammer zur Aufstellung, schon 1907 übernahm Auffenberg die neu dazu errichtete Generalinspektion, in dieser Stellung verblieb er bis zum Herbst 1909. Seine neue Tätigkeit bezog sich im Einvernehmen mit dem Außenminister Aehrenthal fast ausschließlich auf die Lösung der südslawischen Frage. Im Oktober 1909 wurde er zum Kommandierenden General des XV. Korps in Sarajewo ernannt, einer Periode, in die am 20. Februar 1910 die Proklamation der bosnisch-herzegowinischen Landesverfassung fiel. Mitte April 1910 wurde er schließlich noch zum General der Infanterie befördert.

### Kriegsminister und Weltkrieg
Am 19. September 1911 wurde Auffenberg auf Betreiben des Thronfolgers Franz Ferdinand von Österreich-Este Kriegsminister. Er schuf ein neues Wehrgesetz zur Förderung der militärischen Rüstung Österreichs, wurde aber nach Differenzen mit Kaiser Franz Joseph I. schon nach einem Jahr im Dezember 1912 abgelöst.
Im Ersten Weltkrieg befehligte er zu Kriegsbeginn die 4. Armee und besiegte in der Schlacht von Komarów Ende August/Anfang September 1914 (siehe bei: Schlacht in Galizien) eine russische Übermacht. Nach der Niederlage seiner Armee in der anschließenden Schlacht von Rawa Ruska wurde er am 30. September abgesetzt und durch Erzherzog Joseph Ferdinand ersetzt.
Durch ein Dekret Kaiser Franz Josephs I. vom 25. April 1915 wurde Auffenberg in den Freiherrenstand erhoben und erhielt das Prädikat von Komarów verliehen. Wenige Tage später wurde er verhaftet unter der Anklage, in seiner Zeit als Kriegsminister Interna eines Rüstungsauftrags an die Škoda-Werke einem Bekannten mitgeteilt zu haben, wurde jedoch durch das Kriegsgericht (allerdings nicht durch ein Ehrengericht) freigesprochen.

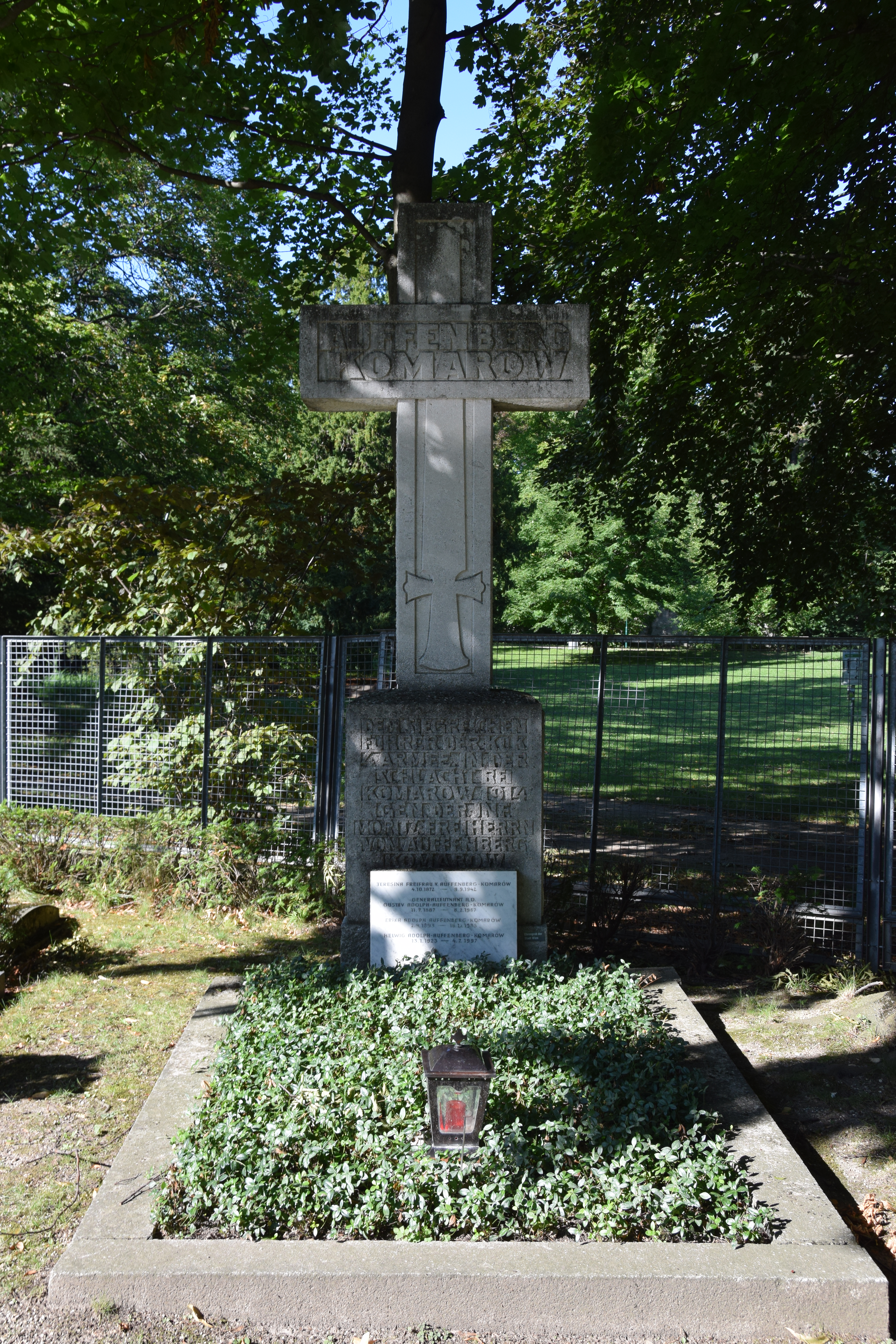
Grabstelle von Moritz von Auffenberg

Auffenberg wurde in Wien auf dem Hietzinger Friedhof in einem ehrenhalber gewidmeten Grab (Gruppe 49, Nummer 235) bestattet.

## Museale Rezeption
Im Wiener Heeresgeschichtlichen Museum befindet sich im Saal V („Franz-Joseph-Saal“) eine Vitrine, in welcher Beutestücke aus dem Okkupationsfeldzug von 1878 ausgestellt sind. Bemerkenswert darunter sind orientalische Waffen wie Degen und Pistolen, die Auffenberg in diesem Feldzug erbeutet hatte.

## Schriften
- Aus Österreich-Ungarns Teilnahme am Weltkriege. Berlin/Wien 1920, Digitalisat
- Aus Österreichs Höhe und Niedergang: Auffenberg-Komarów; Eine Lebensschilderung. Drei Masken-Verlag, München 1920, Digitalisat
- Indirekte Kriegsschuld. In: Die Kriegsschuldfrage. Berliner Monatshefte für internationale Aufklärung, Jg. 6 (1928), S. 547–552.